# Agnes Stavenhagen

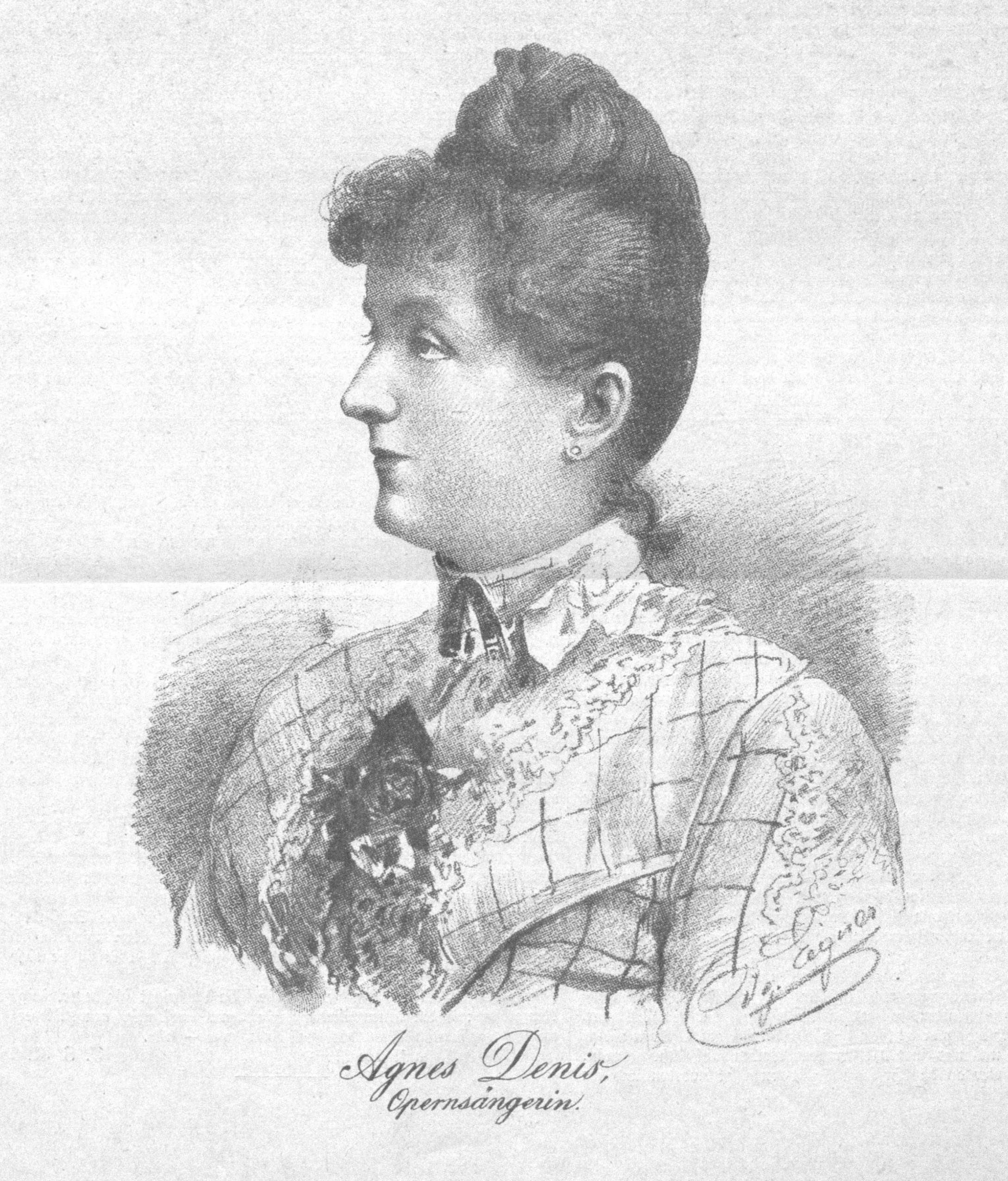
Agnes Stavenhagen (Denis) im Jahre 1889. Bild von Ignaz Eigner.

Agnes Stavenhagen  (* 3. September 1860 in Winsen als Agnes Caroline Elise Franzisca Denninghoff; † 30. September 1945 in Bautzen), Künstlername Agnes Denis, war eine deutsche Opernsängerin (Sopran). Durch ihr Wirken am Weimarer Hoftheater und in europaweiten Konzerten war sie eine hochgeschätzte Kammersängerin und erlangte zu Lebzeiten große Popularität.

## Leben

### Kindheit und Familie
Agnes Stavenhagen wurde in Winsen (Luhe) als Tochter des Winsener Ratskellerpächters Anton Bernhard Denninghoff und Elise Denninghoff, einer Jugendfreundin Johannes Brahms’, geboren.

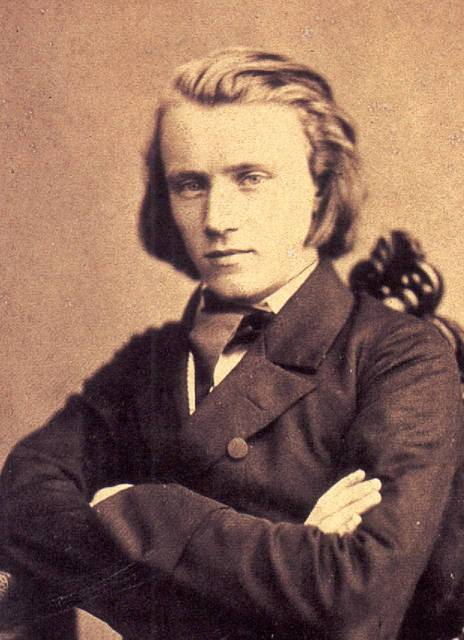
Johannes Brahms im Jahre 1853

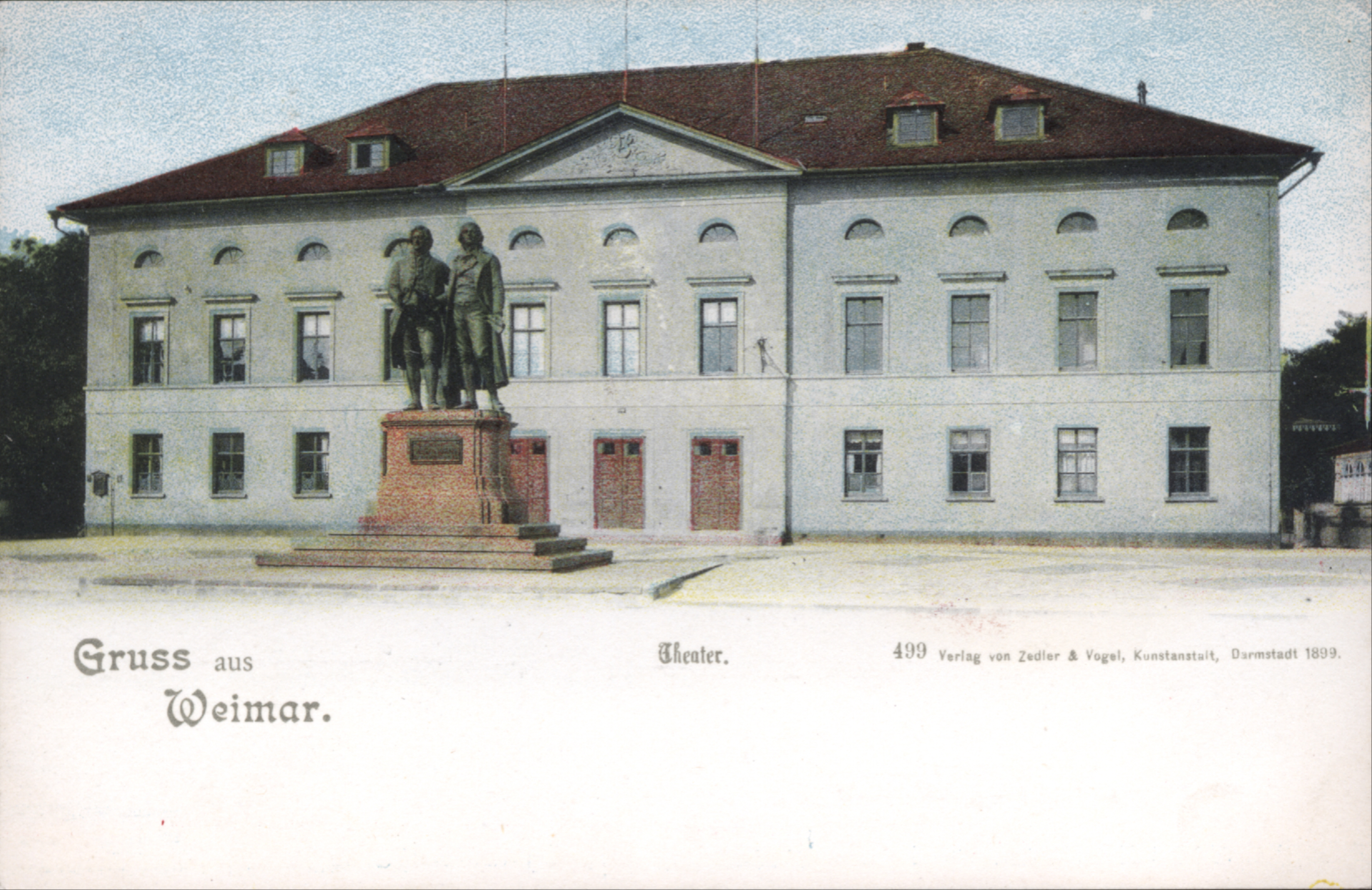
Das Weimarer Hoftheater 1899

Ihr Großvater war Adolph Heinrich Giesemann, ein früher Förderer Johannes Brahms’. Bei ihm in Winsen weilte der berühmte Komponist ab 1847 mehrere Male. Am 24. Oktober 1860 wurde Agnes Denninghoff in der St.-Marien-Kirche in Winsen getauft. Als das Ehepaar Denninghoff den Ratskeller in Winsen 1866 aufgab, verließ Agnes mit ihrer Familie Winsen und zog nach Bremerhaven, nur kurze Zeit später weiter nach Heppens, dem heutigen Wilhelmshaven, wo ihr Vater ein Hotel gründete. Dort wurde Agnes am 29. März 1875 in der Elisabethkirche konfirmiert.

### Ausbildung
Mit 18 Jahren begann Stavenhagen im Oktober 1879 eine Ausbildung zur Konzertsängerin an der Königlich Akademischen Hochschule für Musik in Berlin. Johannes Brahms bezahlte ihr Studium, das sie aber wegen des elterlichen Konkurses 1882 nicht abschließen konnte. Zurück in Wilhelmshaven, reiste sie regional als „Concertsängerin“ und trat mit Kammermusikern des Großherzogs von Oldenburg auf. Ab 1884 konnte sie durch die finanzielle Zuwendung eines Förderers ihre fehlende Bühnenausbildung bei der Opernsängerin und Wagnernichte Johanna Jachmann-Wagner in München nachholen. Dort beendete sie 1886 ihre Ausbildung.

### Karriere
Agnes Stavenhagens Weg führte 1886 nach Weimar, wo sie 12 Jahre am Weimarer Hoftheater sang und bis zu ihrer Heirat unter dem Künstlernamen Agnes Denis auftrat. Dort gab sie am 8. September des Jahres in der Oper Faust von Charles Gounod als Margarethe ihr Debüt. Am Hoftheater arbeitete sie auch mit Richard Strauss zusammen, der 1889 2. Kapellmeister wurde. 1890 heiratete sie in Weimar den Pianisten und Komponisten Bernhard Stavenhagen. Als gefeierter Sopran reiste sie ab 1891 durch Europa, trat unter anderem in London, Glasgow, Edinburgh, Wien und 1898 in St. Petersburg auf. 1893 wurde ihr von Großherzog Karl Alexander der Titel „Großherzoglich Sächsische Kammersängerin“ verliehen. 1894 bekam sie Angebote aus New York, die sie aber zu Gunsten ihres Mannes verwarf, weil er Hofkapellmeister in Weimar werden sollte. 1898 zog das Ehepaar Stavenhagen nach München. Dort knüpfte sie als Konzertsängerin an ihre Erfolge an und bereiste von dort aus viele Städte Deutschlands.
Agnes Stavenhagen trat zudem 1900 in der denkwürdigen Münchener Erstaufführung von Gustav Mahlers 2. Sinfonie (Mahler) auf. Diese Aufführung gilt dort als kompositorischer Durchbruch Mahlers. Die Presse rühmte den „überaus klangschönen und musikalisch sicheren Sopran“ Stavenhagens und „ihr heller, sympathischer Sopran schwebte förmlich über den in äußerster Ruhe gesungenen Harmonien des Chores“.
Ab 1900 fanden zahlreiche Liedvorträge in der Öffentlichkeit große Resonanz, die das Ehepaar Stavenhagen gestaltete. Populär waren ihre Lieder- und Duettenabende in denen Agnes Stavenhagen unter anderen mit der Konzertaltistin Iduna Walter-Choinanus und mit Hermann Zilcher auftrat. Das Ehepaar Stavenhagen war befreundet mit Heinrich VII. Prinz Reuß zu Köstritz und seiner Frau, der Weimarer Prinzessin Marie, die ihre Kunst großzügig förderten.

### Karriereende und spätere Jahre

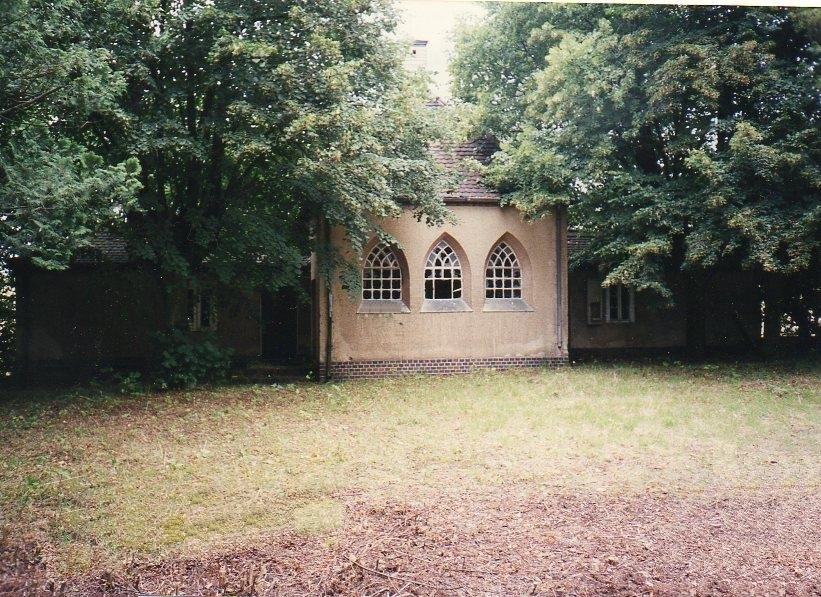
Friedhofskapelle auf dem eingeebneten Heimfriedhof an der Salzenforster Straße in Bautzen-Seidau vor dem Abriss 2000

Am 1. März 1908 hatte Stavenhagen ihren letzten großen Bühnenauftritt im Hoftheater Kassel. Im selben Jahr erfolgte die Scheidung der kinderlosen Ehe mit Bernhard Stavenhagen, der sich einer Klavierschülerin zugewandt hatte. 1911 zog sie nach Berlin-Wilmersdorf und wirkte fortan als Gesangspädagogin. In dieser Zeit pflegte sie eine besondere Freundschaft zu dem Klavierfabrikanten-Ehepaar Edwin und Helene Bechstein und hatte Zugang zu deren Salon, einem Treffpunkt von Künstlern, Industriellen und Politikern der Berliner Gesellschaft. Dort machte sie auch nähere Bekanntschaft mit Mitgliedern der Familie Wagner aus Bayreuth und letztlich auch mit führenden Nationalsozialisten.

### Letzte Jahre und Tod
Ihre letzten drei Lebensjahre waren vom Krieg schicksalsgeprägt. Wegen der anhaltenden Bombardierung Berlins wurde sie im August 1943 nach Agnetendorf in Schlesien zwangsevakuiert. Anfang 1944 fand sie in Kirschau in der Oberlausitz auf Bemühen ihrer Nichte Eva Maria Ludwig eine Bleibe. In den letzten Kriegstagen musste sie, teils zu Fuß, nach Bad Schandau vor der heranrückenden Front fliehen. Zurück in Kirschau, erlitt sie im Sommer 1945 einen schweren Schlaganfall und wurde daraufhin in einem diakonischen Pflegeheim in Bautzen-Seidau untergebracht, wo sie am 30. September 1945 starb. Sie wurde auf dem Heimfriedhof an der Salzenforster Straße in Bautzen-Seidau beigesetzt.

## Rezeption
Agnes Stavenhagen wird als eine schöne Frau beschrieben, ca. 1,62 m groß und schlank. Sie verfügte über eine außergewöhnliche, helle Sopranstimme über mehrere Oktaven, wobei ihre Fulminanz in der Höhe lag. Ihre charismatische Erscheinung auf der Bühne und ihr Spiel waren reizvoll und wurden vom Publikum mit Begeisterung aufgenommen. Es gab nach den Aufführungen viel Resonanz.

„Fräulein Denis war eine liebliche Margarethe mit viel Anmuth und Sicherheit in Darstellung und Gesang; ihre Stimme - schöner und kräftiger in der Höhe als in der Mittellage - berührt höchst angenehm durch die gute Schule, sichere und reine Intonation und warme Empfindung.“

„...Fräulein Denis, die liebliche, heitere, jungfräuliche Kaisertochter, war in gesanglicher und darstellerischer Beziehung ganz ausgezeichnet.“

„Mein letzter Lohengrin war über mein Erwarten gut, d.h. wenigstens annähernd korrekt. Frau Denis hat ihre Sache, besonders musikalisch, sehr gut gemacht, sah sehr hübsch aus, das Spiel kann noch größere Vertiefung vertragen, war aber nicht ungeschickt.“

„Frau Stavenhagen (Rosalinde von Eisenstein), die entzückend aussah, spielte so flott und degagiert, wie man es von ihr kaum
erwartet hätte...“

„Die treffliche, entzückend schön aussehende Künstlerin eroberte sich die Sympathien des Publicums im Sturme. Ausgerüstet mit einer schlanken, glockenreinen und klangreizenden Stimme von genügender Stärke und Tragweite des Tones, verbindet Frau Stavenhagen eine musterhafte, fein musikalische und auf deutlicher Textaussprache basirende Declamation.“

„Mit dem vollen Zauber natürlicher Poesie wußte Frau Stavenhagen die Rolle der Sieglinde auszustatten, dazu sang die Künstlerin in der That vorzüglich tadellos, mit frischer, klarer Stimme ...dass man die Umgebung vollkommen vergessen konnte.“

„...mache ich noch darauf aufmerksam, dass das Sopransolo recht gut von Frau Stavenhagen gesungen wurde.“